# Taulant Xhaka
Taulant Ragip Xhaka là một cầu thủ bóng đá chuyên nghiệp người Albania chơi ở vị trí tiền vệ cho câu lạc bộ Basel tại Swiss Super League.

## Tiểu sử
Taulant là anh trai của Granit Xhaka, một cầu thủ bóng đá chuyên nghiệp hiện đang chơi cho Arsenal và là đội trưởng Đội tuyển bóng đá quốc gia Thụy Sĩ. Gia đình họ chuyển từ Priština đến Basel trước khi cả hai ra đời.

## Sự nghiệp câu lạc bộ
Xhaka khởi nghiệp bóng đá tại Concordia Basel và chuyển đến FC Basel năm 2002. Anh chơi cho nhiều lứa đội trẻ của Basel và từ 2008 đã trở thành thành viên chính trong đội U-21 trong hai năm tại Swiss 1. Liga. Đầu mùa bóng 2010-11, anh và em trai mình được đôn lên đội một và anh bắt đầu thi đấu ở vị trí hậu vệ. Anh có trận ra mắt đội một vào ngày 19 tháng 9 năm 2010 trong chiến thắng 5-0 tại Swiss Cup trước Mendrisio-Stabio. Anh có trận ra mắt Super League vào ngày 27 tháng 2 năm 2011 trong chuyến làm khách thắng 1-0 trước Luzern. Vào cuối mùa bóng anh có được chiếc cúp bạc đầu tiên cùng đội bóng khi Basel giành danh hiệu Super League.
Trong mùa bóng kế tiếp, Xhaka ghi bàn đầu tiên cho Basel vào ngày 10 tháng 9 trong chuyến làm khách thắng 4-0 trước Servette, nơi anh vào sân từ băng ghế dự bị. Ngày 27 tháng 9, anh có trận ra mắt UEFA Champions League khi vào sân thay người trong trận hòa 3-3 trước Manchester United tại Old Trafford.. Ngày 18 tháng 1 năm 2012, có thông tin rằng Xhaka được đem cho mượn đến Grasshopper để lấy lại kinh nghiệm chơi bóng cho đội một.. Anh có trận ra mắt vào ngày 12 tháng 2 trong thắng lợi 2-0 trước Zürich, và đến cuối mùa bóng anh đã khẳng định vị trí trong đội hình xuất phát, có 13 lần ra sân trong giai đoạn hai của mùa 2011-12. Sau khi có thêm mùa 2012-13 chơi dưới dạng cho mượn tại Grasshoppers, Basel đã gọi anh trở lại thi đấu cho đội một.

## Sự nghiệp quốc tế

### Albania
Tháng 5 năm 2013, truyền thông đưa tin Xhaka sẽ chào đón lời triệu tập từ đội tuyển Albania. Sau đó Xhaka xác nhận trong một cuộc phỏng vấn rằng lựa chọn cuối cùng của anh là Albania. Tháng 10 năm 2013, lựa chọn của anh bị ảnh hưởng người em trai Granit do không muốn anh tái phạm sai lầm của mình, lựa chọn Thụy Sĩ thay vì Albania. Ngày 18 tháng 12 năm 2013, Xhaka nhận quốc tịch Albania và có thể chơi cho đội tuyển quốc gia nước này, anh buộc phải nhận lời đề nghị từ FIFA.

### Vòng loại UEFA Euro 2016
Xhaka nhận lời triệu tập thứ ba liên tiếp cho trận đấu với Bồ Đào Nha vào ngày 7 tháng 9 năm 2014, nhằm khởi động chiến dịch vòng loại UEFA Euro 2016. Anh có trận ra mắt ngày 7 tháng 9 và chơi trọn 90 phút trong thắng lợi làm khách 1-0 trước Bồ Đào Nha.

## Thống kê sự nghiệp

### Câu lạc bộ
Tính đến 17 tháng 4 năm 2018 
| Câu lạc bộ          | Mùa giải            | Giải đấu                              | Giải đấu | Giải đấu | Cúp    | Cúp     | Châu Âu | Châu Âu | Liên lục đia | Liên lục đia | Tổng cộng | Tổng cộng |
| Câu lạc bộ          | Mùa giải            | Giải đấu                              | Ra sân   | Ghi bàn  | Ra sân | Ghi bàn | Ra sân  | Ghi bàn | Ra sân       | Ghi bàn      | Ra sân    | Ghi bàn   |
| ------------------- | ------------------- | ------------------------------------- | -------- | -------- | ------ | ------- | ------- | ------- | ------------ | ------------ | --------- | --------- |
| Basel B             | 2008–09             | 1. Liga Promotion                     | 11       | 1        | —      | —       | —       | —       | —            | —            | 11        | 1         |
| Basel B             | 2009–10             | 1. Liga Promotion                     | 23       | 2        | —      | —       | —       | —       | —            | —            | 23        | 2         |
| Basel B             | 2010–11             | 1. Liga Promotion                     | 16       | 3        | —      | —       | —       | —       | —            | —            | 16        | 3         |
| Basel B             | Tổng cộng           | Tổng cộng                             | 50       | 6        | —      | —       | —       | —       | —            | —            | 50        | 6         |
| Grasshopper         | 2011–12             | Giải bóng đá vô địch quốc gia Thụy Sĩ | 13       | 0        | 1      | 0       | —       | —       | —            | —            | 14        | 0         |
| Grasshopper         | 2012–13             | Giải bóng đá vô địch quốc gia Thụy Sĩ | 25       | 0        | 4      | 0       | —       | —       | —            | —            | 29        | 0         |
| Grasshopper         | Tổng cộng           | Tổng cộng                             | 38       | 0        | 5      | 0       | —       | —       | —            | —            | 43        | 0         |
| Basel               | 2010–11             | Giải bóng đá vô địch quốc gia Thụy Sĩ | 6        | 0        | 3      | 0       | 0       | 0       | —            | —            | 9         | 0         |
| Basel               | 2011–12             | Giải bóng đá vô địch quốc gia Thụy Sĩ | 5        | 0        | 2      | 0       | 2       | 0       | —            | —            | 9         | 0         |
| Basel               | 2013–14             | Giải bóng đá vô địch quốc gia Thụy Sĩ | 23       | 2        | 4      | 0       | 15      | 0       | —            | —            | 42        | 2         |
| Basel               | 2014–15             | Giải bóng đá vô địch quốc gia Thụy Sĩ | 29       | 1        | 4      | 0       | 7       | 0       | —            | —            | 40        | 1         |
| Basel               | 2015–16             | Giải bóng đá vô địch quốc gia Thụy Sĩ | 24       | 0        | 1      | 0       | 12      | 0       | —            | —            | 37        | 0         |
| Basel               | 2016–17             | Giải bóng đá vô địch quốc gia Thụy Sĩ | 30       | 0        | 2      | 0       | 6       | 0       | —            | —            | 38        | 0         |
| Basel               | 2017–18             | Giải bóng đá vô địch quốc gia Thụy Sĩ | 23       | 1        | 4      | 1       | 6       | 1       | —            | —            | 33        | 3         |
| Basel               | Tổng cộng           | Tổng cộng                             | 140      | 4        | 20     | 1       | 48      | 1       | —            | —            | 218       | 6         |
| Tổng cộng sự nghiệp | Tổng cộng sự nghiệp | Tổng cộng sự nghiệp                   | 228      | 10       | 25     | 1       | 48      | 1       | —            | —            | 301       | 12        |

1. 1 2  Tất cả các trận tại UEFA Champions League
2. ↑  Mười lần ra sân tại UEFA Champions League, năm lần tại UEFA Europa League
3. ↑  Hai lần ra sân tại UEFA Champions League, mười lần tại UEFA Europa League

### Quốc tế
Tính đến 7 tháng 9 năm 2019 
| Đội tuyển bóng đá quốc gia Albania | Đội tuyển bóng đá quốc gia Albania | Đội tuyển bóng đá quốc gia Albania |
| Năm                                | Ra sân                             | Ghi bàn                            |
| ---------------------------------- | ---------------------------------- | ---------------------------------- |
| 2014                               | 3                                  | 0                                  |
| 2015                               | 7                                  | 0                                  |
| 2016                               | 8                                  | 0                                  |
| 2017                               | 2                                  | 0                                  |
| 2018                               | 7                                  | 1                                  |
| 2019                               | 4                                  | 0                                  |
| Tổng cộng                          | 31                                 | 1                                  |

#### Bàn thắng quốc tế
Bàn thắng và kết quả của Albania được để trước.
| # | Ngày               | Địa điểm                        | Đối thủ | Bàn thắng | Kết quả | Giải đấu                    |
| - | ------------------ | ------------------------------- | ------- | --------- | ------- | --------------------------- |
| 1 | 7 tháng 9 năm 2018 | Elbasan Arena, Elbasan, Albania | Israel  | 1–0       | 1–0     | UEFA Nations League 2018–19 |

## Danh hiệu
Basel
- Giải bóng đá vô địch quốc gia Thụy Sĩ: 2010–11, 2013–14, 2014–15, 2015–16
- Á quân Swiss Cup: 2013–14, 2014–15
- Uhren Cup: 2011, 2013

Grasshopper
- Swiss Cup: 2012–13
- Á quân Giải bóng đá vô địch quốc gia Thụy Sĩ: 2012–13

Basel U-18
- U-18 Swiss Cup: 2007–08[20]